# イヅツグモ
イヅツグモ Anyphaena pugil Karsch は、イヅツグモ科のクモ。小型で地味なクモであるが、日本では本科に含まれる数少ない種の一つである。

## 特徴
体長は雌で6-7mm、雄では5-6mm。頭胸部背面は褐色から灰褐色で、中央部分は明るい色をしており、両側は黒褐色。上顎は褐色。頭胸部腹面の胸板は黄褐色で周辺が黒っぽくなっている。目は8眼2列で、前列は後曲（側眼が中眼より後ろ）、後列は前曲し、どちらの列でも目はほぼ等距離で、前側眼が中眼より大きい。
腹部は楕円形で淡褐色で、前半中央に明るい部分を囲んで黒褐色の斑紋があり、その後方には左右対になった黒褐色の斑紋がある。

## 分布と生息環境
北海道、本州、四国、九州に分布し、他に韓国から知られる。
里山から山地まで生息。森林地、林縁、林道などの木々の間に見られ、樹木の枝先、樹皮上、草の葉の上などを歩き回っている。特に針葉樹、スギの木に多く見られる。

## 生態等
匍匐性のクモで、歩き回って餌を捕らえる。産卵期には袋状の巣を作り、その中で産卵する。冬季には樹皮下で越冬する。
詳細な生活史は知られていないが、飼育記録からある程度の生活史を推定した千葉県での研究がある。それによると、このクモは年1化性で、秋に成体が出現し、成体で越冬する。樹木の幹に冬季に巻き藁をして、そこに侵入するクモを調査した結果では、湿田近くのスギ林では本種がもっとも優占し、全数の78%を占め、それらの大部分は成体であったという。産卵は春に行われ、幼生の出嚢が見られたのは5月下旬から6月上旬、卵嚢当たりの幼生数は平均で62個体。雌成体は幼生が出嚢するまで巣内にあり、2回目の産卵は見られなかったとの事。幼生の脱皮回数は8回。

## 分類など
本科は世界に50属500種を含むが、大部分が南北アメリカ大陸にあり、ヨーロッパからアジアにかけて産するのは本種の属するイズツグモ属の十数種のみ、さらに日本産は2種しかない。日本には同属では以下の種がある。
- A. ayshides Yaginuma ナガイヅツグモ

本種よりやや大型で、個体数はより少ない。体色が明るくて斑紋も異なり、判別は容易である。
なお、和名についてはかつてはイズツグモという表記も見られた。